# Гринч
Гринч (енгл. Grinch) је лик ког је створио дечји књижевник Доктор Сус. Познат је као главни јунак дечјег романа Како је Гринч украо Божић! из 1957. Тумачио га је Џим Кери у играном филму Како је Гринч украо Божић (2000), док му је глас позајмио Бенедикт Камбербач у анимираном филму Гринч (2018).

## Опис
Гринч је приказан као зелено, крзнено, хуманоидно створење са  лицем налик на мачора и циничном личношћу. У адаптацијама у боји је обично обојен у зелено. Провео је протекле 53 године живећи са псом Максом повучено на планини која гледа на град Хувил.
За разлику од веселих становника Хувила, Гринч је мизантроп, лоше нарави и злочест. Због тешког детињства, мрзи Божић и Деда Мраза. Сматра да је чар Божића искључиво у поклонима и украсима.

## Тумачи
- Џим Кери (Како је Гринч украо Божић)
- Бенедикт Камбербач (Гринч)